# Windsor (comtat de Shelby)
Windsor és una població dels Estats Units a l'estat d'Illinois. Segons el cens del 2000 tenia 1.125 habitants.

## Demografia
Segons el cens del 2000, Windsor tenia 1.125 habitants, 466 habitatges, i 317 famílies. La densitat de població era de 700,6 habitants/km².
Dels 466 habitatges en un 32% hi vivien nens de menys de 18 anys, en un 54,7% hi vivien parelles casades, en un 10,3% dones solteres, i en un 31,8% no eren unitats familiars. En el 27,9% dels habitatges hi vivien persones soles el 15% de les quals corresponia a persones de 65 anys o més que vivien soles. El nombre mitjà de persones vivint en cada habitatge era de 2,41 i el nombre mitjà de persones que vivien en cada família era de 2,93.
Per edats la població es repartia de la següent manera: un 26,2% tenia menys de 18 anys, un 8,5% entre 18 i 24, un 26,7% entre 25 i 44, un 21,4% de 45 a 60 i un 17,2% 65 anys o més.
L'edat mediana era de 38 anys. Per cada 100 dones de 18 o més anys hi havia 85,7 homes.
La renda mediana per habitatge era de 33.095 $ i la renda mediana per família de 40.250 $. Els homes tenien una renda mediana de 27.100 $ mentre que les dones 20.000 $. La renda per capita de la població era de 16.002 $. Aproximadament el 6,5% de les famílies i el 8,4% de la població estaven per davall del llindar de pobresa.

## Poblacions més properes
El següent diagrama mostra les poblacions més properes.